# 43º Campeonato Brasileiro Absoluto de Xadrez
O 43º Campeonato Brasileiro Absoluto de Xadrez foi uma competição de xadrez organizada pela CBX referente ao ano de 1976. Sua fase final foi disputada na cidade de João Pessoa (PB) de 4 a 16 de julho de 1976. E teve como campeão o paranaense Jaime Sunye Neto.

## Fase final
O campeonato foi disputado no Sistema Suíço em 13 rodadas.
Sistema de pontuação
- 1,0 ponto por vitória;
- 0,5 ponto por empate;
- 0,0 ponto por derrota.

| Pos | Jogador                | UF | Pontos | Buch | Vitórias | R1      | R2      | R3      | R4      | R5      | R6      | R7      | R8      | R9      | R10     | R11     | R12     | R13     |
| --- | ---------------------- | -- | ------ | ---- | -------- | ------- | ------- | ------- | ------- | ------- | ------- | ------- | ------- | ------- | ------- | ------- | ------- | ------- |
| 1º  | Jaime Sunye Neto       | PR | 10,5   | 91,5 | 8        | 29º vit | 03º vit | 05º emp | 04º emp | 09º vit | 02º vit | 12º vit | 11º vit | 08º emp | 06º vit | 07º vit | 10º emp | 13º emp |
| 2º  | Herman van Riemsdijk   | SP | 8,5    | 98,0 | 5        | 15º emp | 23º vit | 12º emp | 11º vit | 05º emp | 01º der | 04º vit | 06º emp | 09º vit | 08º emp | 03º emp | 07º emp | 10º vit |
| 3º  | Francisco Trois        | RS | 8,0    | 97,0 | 6        | 21º vit | 01º der | 10º vit | 09º der | 16º der | 24º vit | 13º vit | 07º vit | 05º emp | 04º vit | 02º emp | 08º emp | 06º emp |
| 4º  | Marco Antônio Asfora   | PE | 8,0    | 93,5 | 6        | 26º emp | 25º vit | 08º vit | 01º emp | 14º vit | 05º emp | 02º der | 12º vit | 16º vit | 03º der | 11º vit | 06º der | 09º emp |
| 5º  | Antônio Rocha          | SP | 8,0    | 97,5 | 4        | 17º vit | 13º vit | 01º emp | 12º vit | 02º emp | 04º emp | 07º emp | 09º emp | 03º emp | 11º der | 10º emp | 19º vit | 08º emp |
| 6º  | Herbert Abreu Carvalho | SP | 8,0    | 92,5 | 6        | 22º emp | 07º der | 25º vit | 18º vit | 11º der | 19º vit | 15º vit | 02º emp | 12º vit | 01º der | 08º emp | 04º vit | 03º emp |
| 7º  | Jaime Augusto Chaves   | SP | 7,5    | 96,5 | 5        | 14º emp | 06º vit | 11º der | 23º vit | 10º emp | 16º emp | 05º emp | 03º der | 15º vit | 09º vit | 01º der | 02º emp | 12º vit |
| 8º  | Alexandru Segal        | SP | 7,5    | 96,0 | 4        | 10º emp | 16º vit | 04º der | 17º der | 13º emp | 20º vit | 21º vit | 14º vit | 01º emp | 02º emp | 06º emp | 03º emp | 05º emp |
| 9º  | Alain Naili            | DF | 7,5    | 94,0 | 6        | 19º der | 20º vit | 22º vit | 03º vit | 01º der | 15º emp | 10º vit | 05º emp | 02º der | 07º der | 23º vit | 11º vit | 04º emp |
| 10º | Cícero Nogueira Braga  | SP | 7,0    | 95,0 | 5        | 08º emp | 18º vit | 03º der | 19º vit | 07º emp | 14º vit | 09º der | 16º der | 13º vit | 23º vit | 05º emp | 01º emp | 02º der |
| 11º | Lincoln Lucena         | DF | 7,0    | 92,0 | 6        | 25º emp | 26º vit | 07º vit | 02º der | 06º vit | 12º der | 17º vit | 01º der | 18º emp | 05º vit | 04º der | 09º der | 15º vit |
| 12º | Rubens Alberto Filguth | SP | 7,0    | 92,0 | 6        | 28º vit | 19º vit | 02º emp | 05º der | 17º vit | 11º vit | 01º der | 04º der | 06º der | 16º vit | 18º vit | 13º emp | 07º der |
| 13º | José Roberto Pimenta   | MG | 7,0    | 87,5 | 5        | 27º vit | 05º der | 14º der | 24º emp | 08º emp | 18º vit | 03º der | 22º vit | 10º der | 20º vit | 17º vit | 12º emp | 01º emp |
| 14º | Ivson Miranda          | PB | 7,0    | 76,5 | 5        | 07º emp | 22º emp | 13º vit | 21º vit | 04º der | 10º der | 16º emp | 08º der | 23º der | 27º vit | 26º emp | 28º vit | 24º vit |
| 15º | Alexandre de Castro    | MG | 6,5    | 82,5 | 3        | 02º emp | 24º emp | 23º emp | 16º emp | 21º vit | 09º emp | 06º der | 17º emp | 07º der | 28º vit | 20º emp | 22º vit | 11º der |
| 16º | José Frederico Saboya  | CE | 6,0    | 83,5 | 3        | 18º emp | 08º der | 26º vit | 15º emp | 03º vit | 07º emp | 14º emp | 10º vit | 04º der | 12º der | 22º emp | 21º der | 27º emp |
| 17º | Frank Lins             | PB | 6,0    | 78,5 | 3        | 05º der | 27º vit | 19º emp | 08º vit | 12º der | 22º vit | 11º der | 15º emp | 20º emp | 18º emp | 13º der | 26º emp | 25º emp |
| 18º | Hélder Câmara          | SP | 6,0    | 78,5 | 3        | 16º emp | 10º der | 28º vit | 06º der | 20º emp | 13º der | 27º vit | 21º vit | 11º emp | 17º emp | 12º der | 24º emp | 19º emp |
| 19º | José de Pinto Paiva    | BA | 6,0    | 78,5 | 4        | 09º vit | 12º der | 17º emp | 10º der | 23º vit | 06º der | 24º emp | 20º der | 25º emp | 26º vit | 28º vit | 05º der | 18º emp |
| 20º | Seido Nakanishi        | PA | 6,0    | 73,0 | 3        | 23º der | 09º der | 27º vit | 22º emp | 18º emp | 08º der | 28º vit | 19º vit | 17º emp | 13º der | 15º emp | 25º emp | 26º emp |
| 21º | Messias Lemos Lopes    | BA | 6,0    | 68,0 | 6        | 03º der | 29º vit | 24º vit | 14º der | 15º der | 28º vit | 08º der | 18º der | 26º der | 25º der | 27º vit | 16º vit | 22º vit |
| 22º | Rodolfo Araújo         | PE | 5,5    | 79,0 | 3        | 06º emp | 14º emp | 09º der | 20º emp | 25º vit | 17º der | 23º emp | 13º der | 27º vit | 24º vit | 16º emp | 15º der | 21º der |
| 23º | Vitório Chemin         | PR | 5,5    | 77,0 | 4        | 20º vit | 02º der | 15º emp | 07º der | 19º der | 26º vit | 22º emp | 25º vit | 14º vit | 10º der | 09º der | 27º der | 28º emp |
| 24º | Sérgio Antônio Farias  | RJ | 5,5    | 67,5 | 2        | bye     | 15º emp | 21º der | 13º emp | 26º vit | 03º der | 19º emp | 27º emp | 28º emp | 22º der | 25º vit | 18º emp | 14º der |
| 25º | Pedro Segundo da Costa | BA | 4,5    | 74,5 | 2        | 11º emp | 04º der | 06º der | 28º vit | 22º der | 27º der | 26º emp | 23º der | 19º emp | 21º vit | 24º der | 20º emp | 17º emp |
| 26º | Máximo Valério Macedo  | RN | 4,0    | 74,5 | 1        | 04º emp | 11º der | 16º der | 27º emp | 24º der | 23º der | 25º emp | 28º der | 21º vit | 19º der | 14º emp | 17º emp | 20º emp |
| 27º | Flávio Daher           | PE | 3,5    | 72,5 | 2        | 13º der | 17º der | 20º der | 26º emp | 28º der | 25º vit | 18º der | 24º emp | 22º der | 14º der | 21º der | 23º vit | 16º emp |
| 28º | Dácio Lima Gonçalves   | PB | 3,5    | 67,5 | 2        | 12º der | bye     | 18º der | 25º der | 27º vit | 21º der | 20º der | 26º vit | 24º emp | 15º der | 19º der | 14º der | 23º emp |
| 29º | Gerardo Frota Jr       | CE | 0,5    | 16,5 | 0        | 01º der | 21º der | bye     | --      | --      | --      | --      | --      | --      | --      | --      | --      | --      |